# Rosendo Huirse
Rosendo Albino Huirse Muñoz (Santa Rosa, Puno, 29 de febrero de 1880 – Arequipa, 12 de junio de 1976), más conocido como Rosendo Huirse fue un compositor, músico, director y pedagogo peruano, considerado una de las figuras más importantes de la música andina y puneña.

## Biografía

### Primeros años y formación musical
Rosendo Albino Huirse Muñoz nació el 29 de febrero de 1880 en el distrito de Santa Rosa, en la provincia de Melgar, Puno, Perú. Hijo de una familia modesta, desde muy joven mostró un interés innato por la música. A los 12 años, comenzó a tocar instrumentos como la guitarra, el charango y el violín, con los cuales desarrolló una profunda conexión con la música popular andina de la región.
En su juventud, Huirse Muñoz se vio influenciado por la llegada de músicos europeos a la región, quienes trajeron consigo partituras clásicas de compositores como Beethoven, Mozart y Chopin, lo que despertó su interés por la música académica. Su formación fue en gran parte autodidacta, ya que, aunque tuvo contacto con algunos músicos y compositores de renombre, no asistió a una academia formal. Su deseo de estudiar y comprender la música académica lo llevó a combinar estos conocimientos con las melodías tradicionales de su tierra natal, creando un estilo único.
En 1914, fundó el Centro Literario Musical Ayaviri, que promovió la formación de jóvenes músicos en la región. Este centro se destacó por su enfoque en la música tradicional de la región andina, además de ofrecer formación en música clásica europea, lo que permitió que sus estudiantes tuvieran una educación completa y una comprensión profunda de los dos mundos musicales.
Su legado ha trascendido generaciones, siendo el principal artífice de la fusión de la música académica con los géneros autóctonos de la región andina, contribuyendo significativamente al renacimiento cultural de Puno en el siglo XX. Su obra más emblemática, el «Himno a Puno», sigue siendo interpretada como un himno de identidad local y es un símbolo de la riqueza cultural de la región. Su influencia ha sido reconocida por diversos medios, como Radio Onda Azul, que destacó su papel en la promoción de la música andina y su compromiso con la valorización del patrimonio sonoro puneño.
En 2015, el diario El Peruano destacó su legado y la importancia de su obra en la literatura puneña, resaltando su papel en la preservación y difusión de la tradición oral y escrita de los Andes.
En 2023, el Ministerio de Cultura del Perú declaró su obra como Patrimonio Cultural de la Nación, reconociendo la importancia de su legado musical y cultural para la identidad nacional.Además la Municipalidad Distrital de Santa Rosa, en la provincia de Melgar, otorgó un reconocimiento a Rosendo Albino Huirse Muñoz por su destacada trayectoria y contribución a la cultura y la educación en la región.

### Carrera y contribuciones en Puno
Rosendo Albino Huirse Muñoz pasó gran parte de su vida adulta en Puno, donde se convirtió en un referente musical. Fue director de varias bandas de música, incluida la Banda del Ejército del Perú, y también fundador de la Sociedad Musical Lira Carolina en 1921, que se consolidó como una de las agrupaciones más influyentes en el ámbito musical puneño. A través de su trabajo como director, Huirse Muñoz instruyó a generaciones de músicos y estableció el lugar de la música en la vida cultural de Puno.
Durante las primeras décadas del siglo XX, Puno experimentó un auge cultural conocido como la "época de oro de Puno", en la que la música, las artes visuales y la literatura florecieron. Este periodo fue favorecido por la llegada de nuevas ideas culturales provenientes de Europa, las cuales se fusionaron con las tradiciones locales, como el indigenismo y el folklore andino. En este contexto, Huirse Muñoz fue un protagonista principal, no solo como compositor, sino también como impulsor de la identidad musical puneña.
Al regresar a Puno en 1917, Huirse Muñoz fundó el Centro Musical Puno, una institución que promovió la educación musical en el altiplano. Este centro, junto con la Escuela Municipal de Música que fundó en 1930, permitió que la música académica y popular se entrelazaran y florecieran en la región. Durante este periodo, su obra se caracterizó por la integración de los géneros musicales tradicionales andinos, como el huayno, el sikuri, la marinera y la música de carnaval, con los géneros europeos, creando composiciones innovadoras que capturaban la esencia de la región. Dirigió el Centro Musical Literario Ayaviri, el Centro Musical Puno y la Sociedad Musical Lira Carolina. Y también fue director y propietario de El Eco de Puno, publicación local. Sus composiciones ganaron certámenes mundiales.
Rosendo Huirse Muñoz en el año 1920 adquirió y luego dirigió “El Eco de Puno” así también su hijo Jorge Huirse Reyes quien realiza una notable contribución de este compositor a la música nacional.

### Obras más importantes
El legado musical de Huirse Muñoz incluye una vasta producción de obras en diversos géneros, tales como música académica, popular y ceremonial. Entre sus composiciones más destacadas se encuentran:
- «Himno a Puno»: La composición más emblemática de Huirse Muñoz, escrita en 1919, que expresa el orgullo y la identidad cultural de Puno. Esta obra se convirtió en el himno no oficial de la ciudad y es interpretada en diversas festividades locales y eventos importantes.
- «Gladys Zender»: Una marcha compuesta en honor a la Miss Universo peruana de 1957.
- «Ondas del Titicaca»: Un poema sinfónico inspirado en el paisaje y la cosmovisión andina del lago Titicaca.
- «La fandanguera»: Una composición festiva que fusiona ritmos tradicionales con elementos de la música europea.
- «Balseros del Titicaca»: Una pieza que refleja la vida cotidiana de los pescadores del lago Titicaca y su conexión con el entorno natural.
- «A las orillas del Titicaca»: Otra obra que homenajea la región del altiplano, particularmente la importancia cultural y económica del lago Titicaca para los pueblos a su alrededor.

Además, Huirse Muñoz es reconocido por haber sido uno de los primeros compositores en introducir el fox-trot andino, una mezcla de música popular y académica que se convirtió en un importante referente de la música puneña.

### Innovación en la música andina
Una de las principales innovaciones de Rosendo Huirse Muñoz fue su capacidad para fusionar la música académica europea con la música andina autóctona. Mientras que los compositores de su tiempo estaban principalmente enfocados en mantener estas dos tradiciones separadas, Huirse Muñoz logró una amalgama única que permitió que la música andina tuviera una representación más formal, sin perder sus raíces populares. Esta fusión de estilos se convirtió en un puente cultural entre la música académica y las tradiciones indígenas de la región, fortaleciendo la identidad musical andina.
Además, su acercamiento a la música orquestal y sinfónica le permitió llevar la música popular de su región a un público más amplio, mostrando la riqueza cultural de Puno a través de composiciones complejas y estructuradas.

### Reconocimientos y legado
A lo largo de su vida, Huirse Muñoz recibió varios reconocimientos por su aporte a la música y la cultura peruana. En 1972, fue honrado por el gobierno peruano por su labor en la educación y la promoción de la música en la región de Puno. Su música continúa siendo interpretada en la región, particularmente durante las celebraciones de la Fiesta de la Candelaria, donde el Himno a Puno se toca en honor a la identidad de la ciudad.
En 2023, el Ministerio de Cultura del Perú declaró su obra como Patrimonio Cultural de la Nación, así lo establece la Resolución Ministerial, N° 000332-2023-VMPCIC/MC, asegurando que su música será preservada y protegida como un bien cultural. Esta declaración refleja el impacto duradero de su trabajo y la importancia de su obra en la construcción de la identidad cultural puneña y peruana.
El trabajo pedagógico de Huirse Muñoz también dejó huella en generaciones de músicos que continuaron su labor, enseñando y difundiendo las técnicas que él mismo desarrolló. Su influencia se extiende hasta el presente, siendo considerado uno de los padres fundadores de la música académica peruana moderna.
En enero de 2024, el himno ¡Gloria a Rosendo Huirse! fue declarado Patrimonio Cultural de la Nación por el Ministerio de Cultura del Perú. Este reconocimiento destaca la importancia de su legado en la identidad cultural del Altiplano peruano y su contribución a la música tradicional de la región.

### El nacionalismo musical de Rosendo Huirse
El nacionalismo musical en Puno tiene profundas raíces en la tradición local, con influencias de la música indígena quechua y aymara. Este movimiento se expresa a través de ritmos y danzas como el huayño, particularmente el huayño pandillero, que emergió a finales del siglo XIX en la región puneña. Músicos como Rosendo Huirse Muñoz fueron fundamentales en la evolución de este estilo, al incorporar elementos nativos en composiciones que reflejan la identidad y el sentimiento cultural del pueblo puneño. Huirse, considerado pionero del nacionalismo musical en Puno, dio forma a composiciones emblemáticas como "Paja Brava" y "Quisiera ser Picaflor", que siguen siendo interpretadas con fervor en las festividades locales, contribuyendo a la preservación y difusión de la música tradicional de la región.
El trabajo de Rosendo Huirse Muñoz, junto a otros músicos puneños, consolidó una identidad musical única para la región de Puno. A través de sus composiciones, que fusionan la música popular nativa con influencias internacionales, Huirse contribuyó al surgimiento de un estilo musical distintivo que ha perdurado a lo largo del tiempo. El huayño pandillero, en particular, se caracteriza por su ritmo alegre y enérgico, ejecutado en danzas como la Marinera Puneña, y sigue siendo un símbolo de orgullo cultural en la región. La obra de Huirse no solo influyó en la música de Puno, sino que también hizo posible que la música puneña alcanzara un reconocimiento más allá de las fronteras locales, convirtiéndose en un verdadero patrimonio cultural de la nación.
Es así que se recogen las antiguas canciones serranas que se convierten en temas populares en las grandes ciudades, logrando muchas veces amplia difusión.
Al suroriente del país, aparece Rosendo Huirse en Puno, recopilando los huaynos indios y mestizos del Altiplano para ponerles letras en castellano y "arreglarlos" para instrumentación y orquestas de tipo occidental, grabando a veces huaynos en tiempo de fox-trot en los años 30; su tema Quisiera ser picaflor, otro de los modelos de música "indígena" para los capitalinos, es quizá su canción más difundida.  

### Homenaje póstumo
Rosendo Huirse Muñoz ha sido objeto de varios homenajes póstumos debido a su gran legado musical en la región de Puno y en el ámbito de la música peruana. Uno de los homenajes más significativos tuvo lugar en la Casa de la Cultura de Puno, donde se le rindió tributo a su memoria y contribución al patrimonio cultural de la nación. Durante este acto, se resaltaron sus composiciones, que fusionaron la música académica con la tradición altiplánica, y su impacto en la identidad cultural de la región. Este reconocimiento llegó poco después de la declaratoria de su obra como Patrimonio Cultural de la Nación, lo que subraya aún más la importancia de su legado. En este contexto, diversos artistas y músicos locales expresaron su agradecimiento por su aporte a la música puneña, destacando que su influencia perdurará en las generaciones futuras.